# Ранс (Тарн)
Ранс (фр. Rance) је река у Француској. Дуга је 64 km. Улива се у Тарн. 